# جيم تشاترتون
جيم تشاترتون (بالإنجليزية: Jim Chatterton)‏ هو لاعب كرة قاعدة أمريكي، ولد في 14 أكتوبر 1864 في بروكلين في الولايات المتحدة، وتوفي في 15 ديسمبر 1944 في Tewksbury, Massachusetts ‏ في الولايات المتحدة.

## وصلات خارجية
- جيم تشاترتون على موقعبيزبول رفرنس.كوم (الدوري الرئيسي) (الإنجليزية)